# Гешоннек, Эрвин
Эрвин Гешо́ннек (нем. Erwin Geschonneck; 27 декабря 1906, Бартошице — 12 марта 2008, Берлин) — немецкий актёр театра и кино.

## Биография
Эрвин Гешоннек родился в городе Бартошице (Восточная Пруссия) в семье бедного сапожника. В 1909 году семья переехала в Берлин, где его отец устроился работать ночным сторожем. По окончании школы Гешоннек, в годы тяжелейшего экономического кризиса в Германии, зарабатывал на жизнь в качестве курьера, домашней прислуги, периодически оказывался безработным и перебивался случайными заработками. В 1929 году он вступил в Коммунистическую партию Германии, участвовал в качестве актёра в агитационных бригадах, выступал в кабаре. В 1931 году дебютировал в кинематографе — в небольшой роли в фильме Златана Дудова «Куле Вампе».
После прихода к власти НСДАП в 1933 году Гешоннек эмигрировал в СССР, выступал на сценах немецкоязычных театров в Днепропетровске и Одессе, но в 1938 году под давлением НКВД был вынужден покинуть страну и обосновался в Праге. 31 марта 1939 года, после оккупации Богемии и Моравии, был арестован немецкими властями.
В годы Второй мировой войны находился в заключении в различных концентрационных лагерях, в том числе в Заксенхаузене и Дахау. В мае 1945 года оказался одним из немногих заключённых, спасшихся, когда пароход «Кап Аркона», на котором их перевозили, был потоплен британской авиацией.
После освобождения, в 1946—1948 годах, Гешоннек выступал на сцене гамбургского «Каммершпиле». В 1947 году он вернулся и в кинематограф, снявшись в фильме «В те дни» (In jenen Tagen). В 1949 году по приглашению Бертольта Брехта он переехал в Восточную Германию, стал одним из ведущих актёров театра «Берлинер ансамбль» и прославился вместе с этим коллективом. Среди лучших театральных работ Гешоннека — Матти в пьесе Брехта «Господин Пунтила и его слуга Матти», Священник в «Мамаше Кураж», заглавная роль в мольеровском «Дон Жуане».
В 50—70-х годах Гешоннек много снимался в кино, в том числе в фильмах Златана Дудова и Конрада Вольфа; одной из лучших его ролей стал Вальтер Кремер в фильме «Голый среди волков» — экранизации знаменитого романа Бруно Апица. В 1974 году он исполнил одну из главных ролей в фильме Франка Байера «Якоб-лжец», который стал единственной картиной из ГДР, выдвигавшейся на премию «Оскар» в номинации «Лучший иностранный фильм». За свою актёрскую карьеру Гешоннек исполнил около 80 ролей в кино и на телевидении, последний раз появившись перед зрителями в телефильме «Матулла и Буш» (1995).
Актёр дважды был женат и в первом браке стал отцом Матти Гешоннека, ставшего впоследствии режиссёром.
Эрвин Гешоннек умер в Берлине в марте 2008 года в возрасте 101 года.

## Творчество

### Театральные работы
«Берлинер ансамбль»
- 1949 — «Господин Пунтила и его слуга Матти» Б. Брехта. Постановка Б. Брехта и Э. Энгеля — Матти
- 1950 — «Гувернёр» Я. Ленца в обработке Б. Брехта. Постановка Б. Брехта, Э. Монка, К. Неера и Б. Бессона — тайный советник фон Берг
- 1951 — «Мамаша Кураж и её дети» Б. Брехта. Постановка Б. Брехта и Э. Энгеля — Священник
- 1951 — «Разбитый кувшин» Г. Клейста. Постановка Т. Гизе — судья Адам
- 1952 — «Господин Пунтила и его слуга Матти» Б. Брехта. Постановка Б. Брехта и Э. Монка — Матти
- 1952 — «Винтовки Тересы Каррар» Б. Брехта. Постановка Э. Монка — Педро
- 1953 — «Дон Жуан» Мольера в обработке Б. Брехта. Постановка Б. Бессона — Дон Жуан

### Избранная фильмография
- 1932 — Куле Вампе, или Кому принадлежит мир? / Kuhle Wampe oder Wem gehört die Welt — спортсмен
- 1947 — В те дни / In jenen Tagen — Шмитт
- 1950 — Холодное сердце / Das kalte Herz — голландец Михель
- 1956 — Приключения Тиля Уленшпигеля / Die Abenteuer des Till Ulenspiegel
- 1956 — Капитан из Кёльна / Der Hauptmann von Köln — Ханс Карьянке
- 1960 — Пять патронных гильз / Fünf Patronenhülsen — комиссар Генрих Виттинг
- 1963 — Голый среди волков / Nackt unter Wölfen — Вальтер Кремер
- 1967 — Знамя Кривого Рога / Die Fahne von Kriwoj Rog — Отто Брозовский
- 1970 — Каждый умирает в одиночку / Jeder stirbt für sich allein
- 1974 — Якоб-лжец / Jakob der Lügner — Ковальский
- 1976 — Свет на виселице / Das Licht auf dem Galgen  — Беринг, управляющей плантацией
- 1982 — Человек с «Кап Аркона» / Der Mann von der Cap Arcona

## Награды и премии
- Орден «За заслуги перед Отечеством» I степени (Vaterländischer Verdienstorden in Gold; 1976)[5]
- Орден «За заслуги перед Отечеством» II степени (Vaterländischer Verdienstorden in Silber, 1965)[5]
- Орден Карла Маркса (Karl Marx Orden, 1981)[5]
- Национальная премия ГДР — 1954, 1961, 1968, 1975[5]
- Премия за выдающиеся достижения в искусства (Kunstpreis des FDGB, 1985)[5]